# Sherlock (программа)
Sherlock — поисковая программа для Mac OS от компании Apple. Названа в честь Шерлока Холмса. Программа появилась в Mac OS 8.5 для расширения возможностей файлового менеджера Mac OS Finder. Как и предшественник, она может искать файлы на компьютере пользователя по именам и содержимому, использую обычную поисковую логику AppleSearch, а также в Интернете. Sherlock расширил возможности поиска в Сети товаров со всего мира с помощью набора плагинов, использующих существующие поисковые системы.
В Mac OS X 10.4 Tiger Sherlock был заменён на Spotlight и Dashboard, хотя остался в наборе установки по умолчанию. Его разработка была официально прекращена и он был удалён из релиза Mac OS X 10.5 Leopard в 2007 году.